# Rodolfo Martínez (escritor)
Rodolfo Martínez (Candás, Asturias, 1965) es un escritor español de relatos y novelas de ciencia ficción y fantasía. 
En su bibliografía se incluyen obras de género «cyberpunk», como La sonrisa del gato (1995) o El sueño del rey rojo (2004), «space operas»  como Tierra de nadie: Jormungand (1996), y obras de fantasía urbana como Los sicarios del cielo (2005) o Fieramente humano (2011). Ha escrito varias novelas holmesianas de tinte fantástico y una serie de novelas de acción protagonizada por un agente especial en un universo alternativo, iniciada con El adepto de la reina (2009).

## Premios
Rodolfo Martínez ha sido reconocido con diversos premios:
| Premio                                               | Año  | Obra                                |
| ---------------------------------------------------- | ---- | ----------------------------------- |
| Premio Ignotus al mejor cuento                       | 1995 | Castillos en el aire                |
| Premio Asturias de novela                            | 1995 | La sabiduría de los muertos         |
| Premio Ignotus al mejor cuento                       | 1996 | El robot                            |
| Premio Ignotus a la mejor novela                     | 1996 | La sonrisa del gato                 |
| Premio Ignotus a la mejor novela                     | 1997 | Tierra de nadie: Jormungand         |
| Premio Ignotus a la mejor novela corta               | 1997 | Un jinete solitario                 |
| Premio Ignotus a la mejor novela                     | 2000 | El abismo te devuelve la mirada     |
| Premio Ignotus a la mejor novela corta               | 2000 | Este relámpago, esta locura         |
| Premio Ignotus a la mejor novela                     | 2005 | El sueño del rey rojo               |
| Premio Minotauro                                     | 2005 | Los sicarios del cielo              |
| Premio Ignotus a la mejor novela                     | 2012 | Fieramente humano                   |
| Premio Ignotus al mejor libro de ensayo              | 2013 | La ciencia ficción de Isaac Asimov  |
| Premio Ignotus a la mejor novela corta               | 2014 | Detective                           |
| Premio Robert E. Howard al mejor libro de no ficción | 2025 | La Era Hibórea de Robert E. Howard. |